# Pauropus difficilis
Pauropus difficilis är en mångfotingart som beskrevs av Paul Auguste Remy 1961. Pauropus difficilis ingår i släktet grovfåfotingar, och familjen fåfotingar. Inga underarter finns listade i Catalogue of Life.